# Aldo Daneu
Adi Danev (tudi Aldo Danieli), slovenski glasbenik, * 24. maj 1933, Trst, † 19. september 2021, Trst.

## Življenje in delo
Adi Daneu - Aldo Danieli (moral je nositi italijansko ime in priimek, zaradi fašizma) se je rodil v Trstu materi Mariji Danieli, končal je slovensko realno gimnazijo v Trstu leta 1953 in konservatorij Giuseppe Tartini v Trstu, kjer je z odliko diplomiral v kompoziciji in klavirju, kmalu nato se je zaposlil kot korepetitor v tržaškem gledališču Verdi. Od 1959 je bil korepetitor v beneški operni hiši La Fenice, od 1963 v torinski operi Teatro Regio. Od leta 1966 je bil v Trstu glavni zborovodja v opernem gledališču Verdi, med leti 1968 -1970 je bil kot Chorus Director v San Francisco Opera v Kaliforniji. Nato je gostoval v Teatro Massimo v Palermu in je nekaj časa poučeval na konservatoriju Tartini v Trstu, kjer je bil tudi podravnatelj. Gostoval je še v Kairu, Parizu, Sofiji, Rio de Janeiru in nazadnje prevzel mesto glavnega zborovodje v opernem gledališču La Fenice v Benetkah .
Stalno je tudi komponiral, še posebno po upokojitvi. Leta 2008 je izdal priročnik Belkanto ali sla po petju (COBISS), da bi svoje izkušnje predal zborovodjem.
Leta 2015 so pripravili televizijski dokumentarec o njegovem življenju z naslovom Duša, telo in srce, ki ga je režirala Tamara Stanese. Leta 2018 mu je predsednik Italijanske republike podelil odlikovanje viteškega reda za zasluge (Cavaliere della Repubblica).